# بوبي زد.
بوبي زد. (بالإنجليزية: Bobby Z.)‏ هو ملحن وموسيقي ومنتج أسطوانات أمريكي، ولد في 9 يناير 1956.

## وصلات خارجية
- بوبي زد. على موقع ميوزك برينز (الإنجليزية)
- بوبي زد. على موقع ميوزك برينز (الإنجليزية)
- بوبي زد. على موقع أول ميوزيك (الإنجليزية)
- بوبي زد. على موقع أول ميوزيك (الإنجليزية)
- بوبي زد. على موقع ديسكوغز (الإنجليزية)